# Monica Ptacnik
Monica Ptacnik (Vienna, 16 aprile 1953) è un'ex cestista austriaca.

## Carriera
Con l'Austria ha disputato i Campionati europei del 1972.